# 파평면
파평면(坡平面)은 대한민국 경기도 파주시의 면이다. 파평 윤씨의 관향이기도 하다.

## 개요
파평면은 본래부터 파주군 지역으로 파평(坡平)은 고구려의 파해평사현(坡害平史縣) 또는 액봉현(額蓬縣)에서, 신라 시대에 파해평사현이 파평현(坡平縣)으로, 이후 조선시대 파주읍 지역의 옛 지명인 서원군과 병합하여 원평군으로 개칭하고 이후 세조의 비의 본향이라 하여 파주목으로 개칭되었다.
조선시대 때 풍덕, 천천, 늘노, 금곡, 장포, 두문, 신사, 마사, 신곡, 이천, 지천, 용산 등 12개 동리가 파평면에 속하였는데 1914년 행정구역 통폐합 때 칠정면의 이천리와 신속면의 임진리 각 일부 그리고 적성군 서면의 식현 도장리의 각 일부 지역을 병합하여 율곡, 두포, 이천, 마산, 금파, 늘노, 덕천 등 7개 리로 개편되었다.
1973년 7월 1일 대통령령 제6542호에 의하여 적성면의 장파리를 편입하여 8개 리가 되었고, 1983년 2월 15일 대통령령 제11027호에 의하여 이천리를 문산읍에 넘겨주어 현재 7개 리가 되었다. 파평산(영평산)의 명칭에서 연유하여 파평면으로 호칭되고 있다. 전 지역이 평평한 언덕으로 되어 있다.

## 행정 구역
| 법정리         | 한자명 | 행정리                             | 비고                             |
| -------------- | ------ | ---------------------------------- | -------------------------------- |
| 금파리         | 金坡里 | 금파1리, 금파2리                   | 면 행정복지센터 소재지           |
| 늘노리(눌노리) | 訥老里 | 눌노리                             |                                  |
| 덕천리         | 德泉里 | 덕천리                             |                                  |
| 두포리         | 斗浦里 | 두포1리, 두포2리, 두포3리          |                                  |
| 마산리         | 麻山里 | 마산1리, 마산2리                   |                                  |
| 율곡리         | 栗谷里 | 율곡1리, 율곡2리, 율곡3리, 율곡4리 |                                  |
| 장파리         | 長坡里 | 장파1리, 장파2리                   | 1973년 7월 1일 적성면에서 편입됨 |

## 교육
- 장파초등학교
- 용연초등학교
- 파평초등학교
- 파평중학교

## 문화
- 화석정
- 파평용연
- 파산서원

## 특산물
- 임진강 : 황복, 장어, 숭어, 참게
- 임진강 친환경쌀, 파평산 산더덕, 블루베리